# 5 септември
5 септември е 248-ият ден в годината според григорианския календар (249-и през високосна година). Остават 117 дни до края на годината.

## Събития
- 1698 г. – Като опит да внесе западна култура сред дворянството в Русия цар Петър I облага с данък носенето на брада за всички мъже с изключение на духовниците и селяните.
- 1774 г. – Във Филаделфия се провежда първият Континентален конгрес.
- 1881 г. – В София се провежда първото заседание на Българското книжовно дружество (днес БАН).
- 1905 г. – Руско-японската война: Чрез посредничеството на американския президент Теодор Рузвелт в американския град Портсмут е сключен мирен договор, с който завършва войната.
- 1914 г. – Първата световна война: В битката при Марна англо-френски войски атакуват и побеждават настъпващите към Париж германски военни части.
- 1915 г. – Провежда се Първи конгрес на градовете в България.
- 1939 г. – Втората световна война: САЩ обявяват неутралитет след започване на войната.
- 1943 г. – Цар Борис III е погребан в Рилския манастир.
- 1944 г. – България във Втората световна война: Правителството на България скъсва дипломатическите отношения с Нацистка Германия. Същия ден СССР обявява война на Царство България, под претекст че правителството продължава да подкрепя Германия.
- 1944 г. – В село Алеково, кметът Петко В. Петков доброволно предава властта на комитета на ОФ (първо установяване на ОФ власт).
- 1944 г. – Белгия, Нидерландия и Люксембург учредяват Бенелюкс.
- 1945 г. – Д-р Г. М. Димитров получава разрешение да напусне страната и да замине за Италия и оттам – за САЩ.
- 1953 г. – По решение на Политбюро на ЦК на БКП от концлагера Белене са освободени 584 политически затворници, а други 485 са дадени под съд.
- 1954 г. – Самолетът при полет 633 на KLM се разбива в река Шанън, Шанън, Ирландия и убива 28 души.
- 1955 г. – Открит е Оловно-цинковият завод в Кърджали.
- 1960 г. – Сенегалският поет Леопол Седар Сенгор е избран за първи президент на Сенегал.
- 1972 г. – Мюнхенско клане: По време на XX летни олимпийски игри в Мюнхен, Западна Германия, терористи на палестинската паравоенна организация Черния септември взимат в плен и убиват единадесет спортисти от Израел.
- 1972 г. – Установени са автоматични телефонни връзки между София и Москва, и София и Прага.
- 1974 г. – Открит е Химическият комбинат за минерални торове в Девня.
- 1975 г. – Срещу американския президент Джералд Форд е извършен опит за покушение.
- 1977 г. – Програма Вояджър: НАСА изстрелва автоматичната космическа сонда Вояджър 1 – най-отдалечения и най-продължително време летящ изкуствен земен обект.
- 2000 г. – Тувалу се присъединява към ООН.
- 2005 г. – Самолетът при полет 091 на „Мандала Еърлайнс“ се разбива малко след излитане от Медан, Индонезия и убива 100 души на борда и още 49 на земята.
- 2009 г. – В Охридското езеро потъва туристическият кораб Илинден, при което загиват 15 български граждани. Причината е авария на кормилната уредба на кораба, построен през 1920 г.

## Родени
- 1187 г. – Луи VIII, крал на Франция († 1226 г.)
- 1568 г. – Томазо Кампанела, италиански философ († 1639 г.)
- 1638 г. – Луи XIV, крал на Франция († 1715 г.)
- 1733 г. – Кристоф Мартин Виланд, германски писател († 1813 г.)
- 1735 г. – Йохан Кристиан Бах, германски композитор († 1782 г.)
- 1774 г. – Каспар Давид Фридрих, германски художник († 1840 г.)
- 1791 г. – Джакомо Мейербер, германски композитор († 1864 г.)
- 1817 г. – Алексей Константинович Толстой, руски писател († 1875 г.)
- 1850 г. – Ойген Голдщайн, германски физик († 1930 г.)
- 1892 г. – Иван Алтънов, български юрист († 1972 г.)
- 1896 г. – Хаймито фон Додерер, австрийски писател († 1966 г.)
- 1896 г. – Сергей Румянцев, български поет († 1925 г.)
- 1919 г. – Владо Малески, писател от СР Македония († 1984 г.)
- 1921 г. – Карл Декер, австрийски футболист († 2005 г.)
- 1935 г. – Дитер Халерфорден, германски актьор
- 1939 г. – Евгени Янчовски, български футболист
- 1940 г. – Ракел Уелч, американска актриса († 2023 г.)
- 1940 г. – Христо Дишков, български футболист († 2014 г.)
- 1942 г. – Вернер Херцог, германски кинорежисьор
- 1944 г. – Милчо Лалков, български историк († 2000 г.)
- 1946 г. – Фреди Меркюри, британски музикант († 1991 г.)
- 1948 г. – Бенита Фереро-Валднер, австрийски политик
- 1951 г. – Майкъл Кийтън, американски актьор
- 1951 г. – Минчо Коралски, български политик
- 1951 г. – Паул Брайтнер, германски футболист
- 1954 г. – Добромир Енчев, български химик
- 1967 г. – Матиас Замер, германски футболист
- 1968 г. – Венцислав Ангелов (известен с прякора Чикагото), български политик, бивш служител на МВР, престъпник
- 1977 г. – Тереза Маринова, българска лекоатлетка
- 1981 г. – Георги Илиев, български футболист
- 1981 г. – Томи Портимо, финландски музикант
- 1989 г. – Кет Греъм, американска актриса и певица
- 2004 г. - Петър Янчев,

Пракор - (малкия)

## Починали
- 1548 г. – Катрин Пар, кралица на Англия (* 1512 г.)
- 1566 г. – Сюлейман Великолепни, султан на Османската империя (* 1494 г.)
- 1836 г. – Фердинанд Раймунд, австрийски драматург (* 1790 г.)
- 1851 г. – Милица Николаевна, Велика руска княгиня (* 1866 г.)
- 1857 г. – Огюст Конт, френски философ (* 1798 г.)
- 1902 г. – Рудолф Вирхов, германски лекар (* 1821 г.)
- 1903 г. – Иван Кафеджията, български революционер (* ? г.)
- 1905 г. – Нико Попов, български политик (* 1836 г.)
- 1906 г. – Лудвиг Болцман, австрийски физик (* 1844 г.)
- 1919 г. – Василий Чапаев, съветски офицер (* 1887 г.)
- 1948 г. – Ричард Толман, американски физикохимик (* 1881 г.)
- 1970 г. – Йохен Ринт, австрийски състезател във Формула 1 (* 1942 г.)
- 1988 г. – Петър Ширилов, писател от СРМ (* 1934 г.)
- 1990 г. – Иван Михайлов, български революционер (* 1896 г.)
- 1992 г. – Димитър Воев, български поет (* 1965 г.)
- 1992 г. – Фриц Лейбър, американски писател (* 1910 г.)
- 1995 г. – Георги Берков, български футболист (* 1926 г.)
- 1997 г. – Майка Тереза, албанска монахиня, Нобелов лауреат през 1979 г. (* 1910 г.)
- 2000 г. – Карло Чипола, италиански икономист (* 1922 г.)
- 2002 г. – Желез Дончев, български дендролог (* 1921 г.)
- 2003 г. – Кир Буличов, руски учен (* 1934 г.)
- 2014 г. – Симон Батъл, американска певица и актриса (* 1989 г.)
- 2020 г. – Иржи Менцел, чешки режисьор, актьор и сценарист (* 1938 г.)
- 2021 г. – Господин Тонев, български преподавател и преводач, основател на партия Българска демократична общност (* 1955 г.)

## Празници
- България – Празник на Главиница – На 5.09. 1984 г. село Главиница е обявено за град, Празник на град Суворово – На 5.09. 1984 г. Суворово е обявен за град, Празник на град Съединение – Отбелязва се в навечерието на Съединението на Княжество България с Източна Румелия през 1885 г., Празник на град Сопот, Празник на град Ветово На 5 септември 1984 г. село Борово е обявено за град
- Индия – Ден на учителя